# Fjäderholmarna
Fjäderholmarna – grupa czterech szwedzkich wysp należących do Archipelagu Sztokholmskiego na Morzu Bałtyckim. Wyspy znajdują się kilka kilometrów na wschód od stolicy Szwecji.
Do tej grupy zaliczane są wyspy: Stora Fjäderholmen, Ängsholmen, Libertas oraz Rövarns holme. Między nimi a Sztokholmem regularnie kursują statki turystyczne. Podróż trwa około 20 minut. Na największej wyspie - Stora Fjäderholmen, znajdują się liczne restauracje, kawiarnie oraz sklepy z pamiątkami.

## Galeria

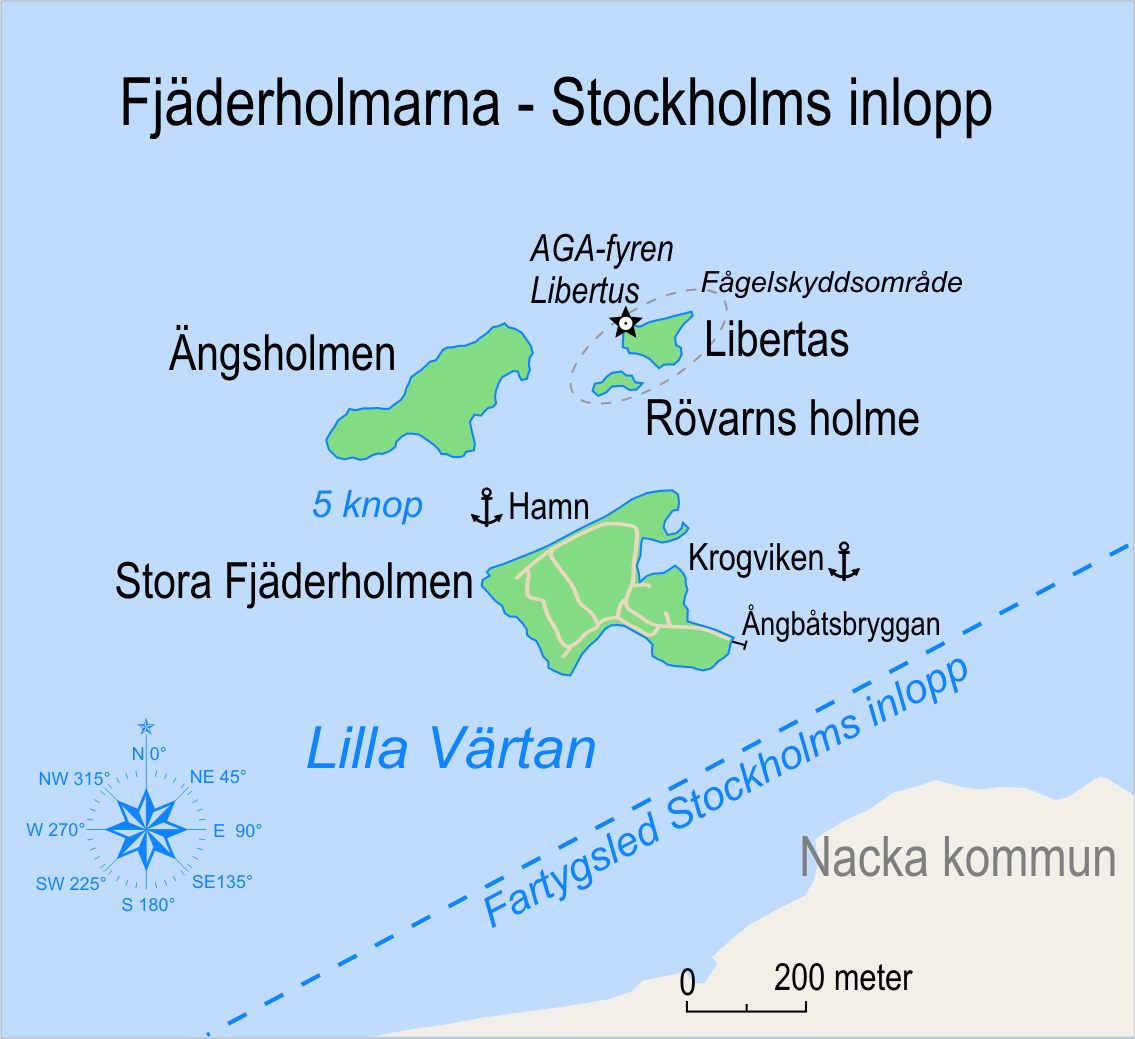
Mapa przedstawiająca wyspy
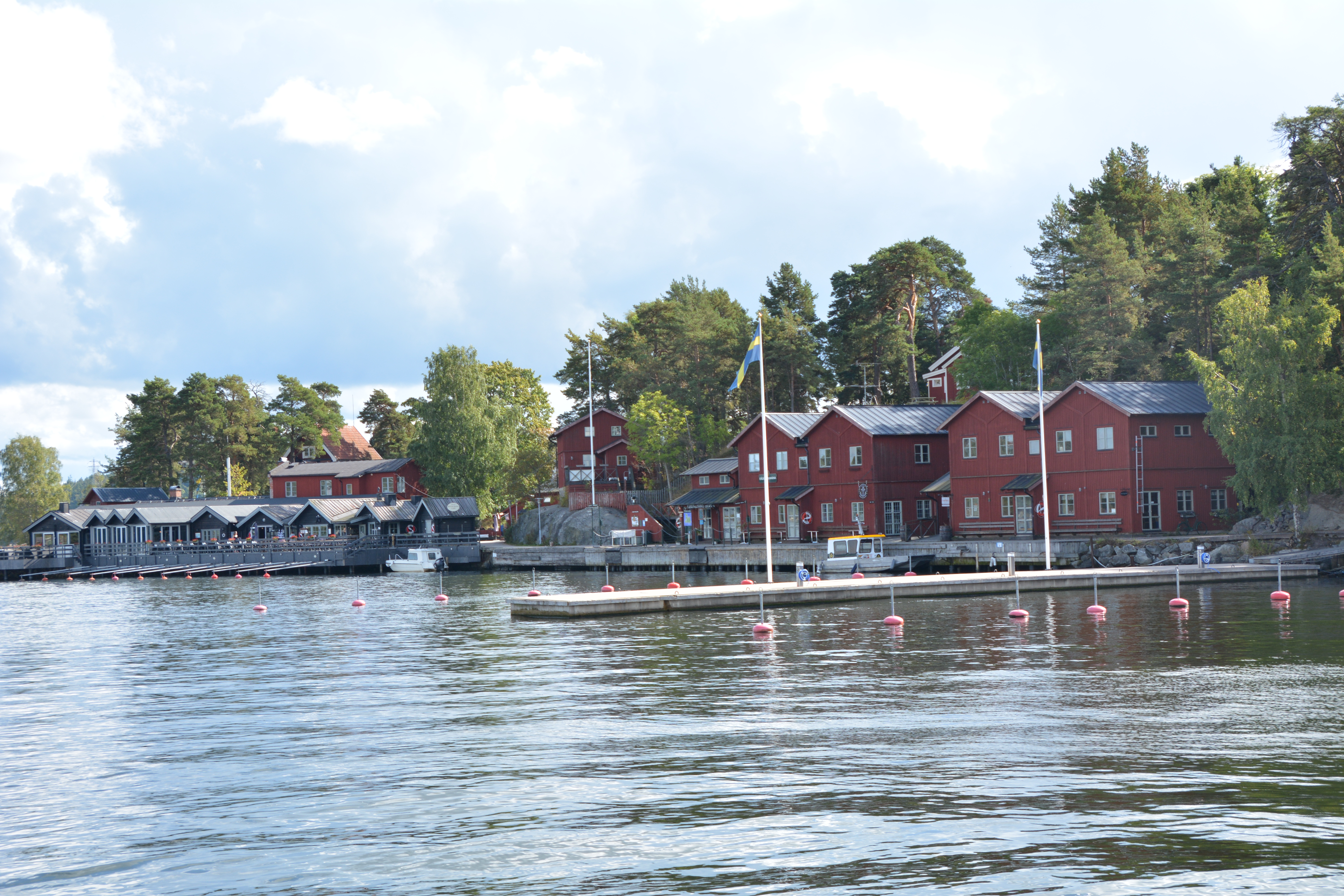
Port na wyspie Stora Fjäderholmen
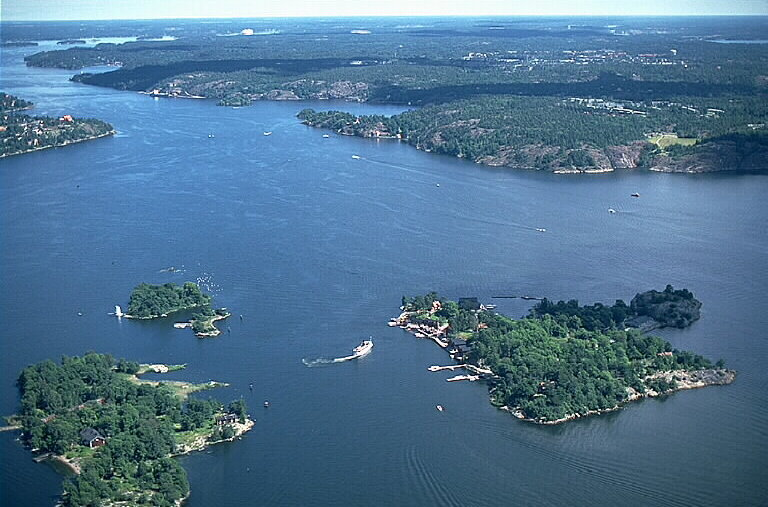
Widok z góry